# Vivienne Verdon-Roe
Vivienne Verdon-Roe (* 20. Jahrhundert) ist eine britische Filmproduzentin mit dem Schwerpunkt Dokumentationen.
Im Alter von 27 ging Verdon-Roe von England in das Gebiet der Bucht von San Francisco, wo sie begann, sich mit Krieg und Kernwaffen zu beschäftigen. Im Zuge dessen schuf sie auch Dokumentationen. Bei der Oscarverleihung 1984 war sie für den Dokumentar-Kurzfilm In the Nuclear Shadow: What Can the Children Tell Us? für den Oscar in der Kategorie „Bester Dokumentar-Kurzfilm“ nominiert. Bei der Oscarverleihung 1987 konnte sie den Oscar dann für den von ihr inszenierten und produzierten Dokumentarfilm Women – for America, for the World mit nach Hause nehmen.
In den Vereinigten Staaten beschäftigte Verdon-Roe sich mit Schamanismus und wandte sich 2008 dem Wisdom Healing Qigon zu, das sie auch lehrt.